# Dominique Pouchin
Pour les articles homonymes, voir Pouchin.
Dominique Pouchin, né en 1949, est un journaliste français.

## Biographie

### Formation et engagement politique
Dominique Pouchin fait des études d'histoire à l'université de Rouen. Il est l'un des leaders étudiants de mai 1968 à Mont-Saint-Aignan. Il milite d'abord au PSU, d'où il est exclu en 1972 par la direction de Michel Rocard. Il quitte le PSU avec le courant animé à Paris par Jacques Kergoat, pour rejoindre la Ligue communiste révolutionnaire qu'il quitte quelque temps après. Il participe à la rédaction de l'hebdomadaire Rouge, aux côtés de Daniel Bensaïd.

### Carrière de journaliste
En 1973, Dominique Pouchin intègre le Centre de formation des journalistes. 
Il devient grand reporter au Monde, puis successivement rédacteur en chef adjoint, rédacteur en chef et directeur de la rédaction de Libération, entre 1983 et 1996. Il est ainsi le rédacteur en chef de Libération, en 1989, au moment de l'affaire des faux charniers de Timisoara. Il déclare alors : « Tout nous laissait penser, y compris les images qui arrivaient, que l’info était vraie. ». À partir de 1999, il est « grand reporter associé » au Monde. 
Le 1er février 2001, il est nommé directeur de la rédaction de France-Soir, en remplacement de Jean-Luc Mano. Mais il démissionne dès avril 2001, à la suite d'un conflit avec le groupe italien Poligrafici Editoriale sur le relance du journal.
En 2003, il se voit confier la mission de conseiller éditorial à La Dépêche du Midi.

## Publications
- Lettre de l'Himalaya, avec Laurent Davenas, éditions du Seuil, 1998  (ISBN 2020323389)
- Mário Soarès : entretien avec Dominique Pouchin, éditions Flammarion, coll. « Mémoire vivante », 2002  (ISBN 2080683101)
- Soixante huitards, avec Jean-Marc Salmon, éditions du Seuil, 2008  (ISBN 2020928280)